# Теорема Риба о сфере
Теорема Риба о сфере: Пусть на замкнутом ориентируемом связном многообразии {\displaystyle M^{n}} существует слоение с особенностями, все особые точки которого изолированы и являются центрами. Тогда {\displaystyle M^{n}} гомеоморфно сфере {\displaystyle S^{n}}, и слоение имеет ровно две особые точки.
Теорема доказана в 1946 году французским математиком Жоржем Рибом.

## Морсовское слоение
Изолированная особая точка слоения F называется точкой морсовского типа, если в её малой окрестности все слои являются уровнями некоторой функции Морса, а сама она является критической точкой этой функции.
Особая точка морсовского типа называется центром, если она является локальным экстремумом функции; в противном случае она называется седлом.
Обозначим ind p = min(k, n − k), индекс особенности {\displaystyle p}, где k — индекс соответствующей критической точки морсовской функции. В частности, центр имеет индекс 0, индекс седла по меньшей мере 1.

Морсовское слоение F на многообразии M это особое трансверсально ориентированное слоение коразмерности 1 класса C2 с изолированными особенностями, причем:
- все особенности F морсовского типа,
- каждый особый слой L содержит только одну особую точку p; при этом, если ind p = 1 то {\displaystyle L\setminus p} несвязно.

Пусть c — число центров морсовского слоения F, и {\displaystyle s} — число его седел, оказывается, что разность c − s тесно связана с топологией многообразия {\displaystyle M}.

## Теорема Риба о сфере
Рассмотрим случай c > s = 0, то есть все особенности являются центрами, седла отсутствуют.
Теорема: Пусть на замкнутом ориентированном связном многообразии {\displaystyle M^{n}} размерности {\displaystyle n\geq 2} существует {\displaystyle C^{1}}-трансверсально ориентированное слоение {\displaystyle F} коразмерности 1 с непустым множеством изолированных особых точек, которые все являются центрами. Тогда слоение {\displaystyle F} имеет ровно две особые точки, и многообразие
{\displaystyle M^{n}} гомеоморфно сфере {\displaystyle S^{n}}.
Этот факт является следствием теоремы Риба об устойчивости.

## Вариации и обобщения
Более общим является случай {\displaystyle c>s\geq 0.}
В 1978 году Вагнер (E. Wagneur) обобщил теорему Риба о сфере на морсовские слоения с седлами. Он показал, что число центров не может быть слишком велико в сравнении с числом седел, а именно, {\displaystyle c\leq s+2}. Таким образом, есть ровно два случая, когда {\displaystyle c>s}:
(1) {\displaystyle c=s+2,}
(2) {\displaystyle c=s+1.}
Вагнер также описал многообразия, на которых существуют слоения, удовлетворяющие случаю (1).
Теорема:
Пусть на компактном связном многообразии {\displaystyle M^{n}}, существует морсовское слоение {\displaystyle F} с {\displaystyle c} центрами и {\displaystyle s} седлами. Тогда {\displaystyle c\leq s+2}. Если {\displaystyle c=s+2}, то
- {\displaystyle M^{n}} гомеоморфно сфере {\displaystyle S^{n}},

- все седла имеют индекс 1,

- каждый неособый слой диффеоморфен сфере {\displaystyle S^{n-1}}.

Наконец, в 2008 году Камачо и Скардуа (C. Camacho, B. Scardua) рассмотрели случай (2),
{\displaystyle c=s+1}. Интересно, что этот случай возможен только в некоторых размерностях.
Теорема:
Пусть {\displaystyle M^{n}} компактное связное многообразие и {\displaystyle F} — морсовское слоение на {\displaystyle M^{n}}. Если {\displaystyle s=c+1}, то
- {\displaystyle n=2,4,8} или {\displaystyle 16},

- {\displaystyle M^{n}} является многообразием Илса — Кёйпера.